# Bronisława Śmidowicz-Matuszewska
Bronisława Śmidowicz-Matuszewska (ur. 28 kwietnia 1888 we Wrześni, zm. 1 września 1962) – przywódczyni strajku dzieci wrzesińskich.

## Życiorys

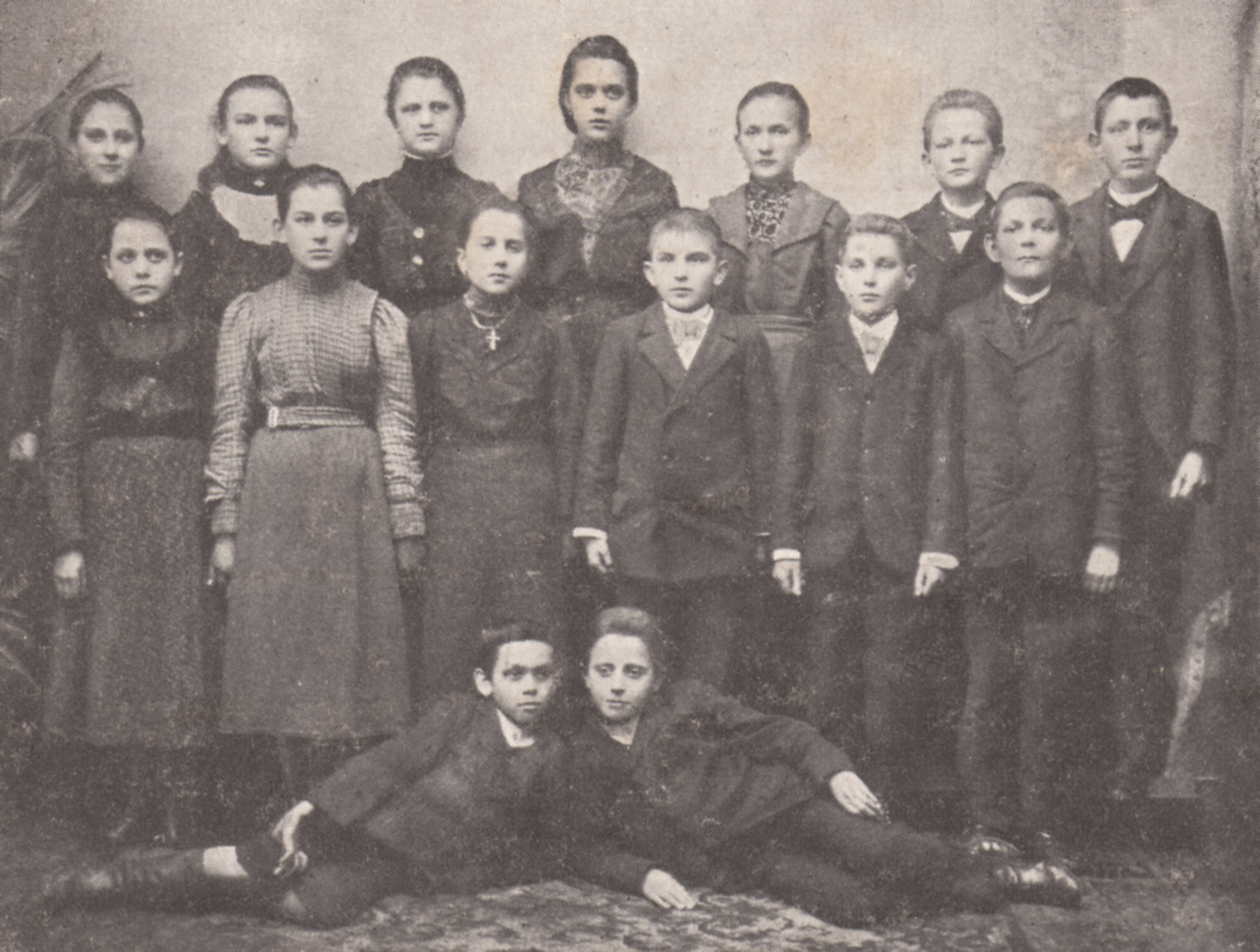
Uczestnicy strajku dzieci wrzesińskich – pośrodku Bronisława Śmidowicz

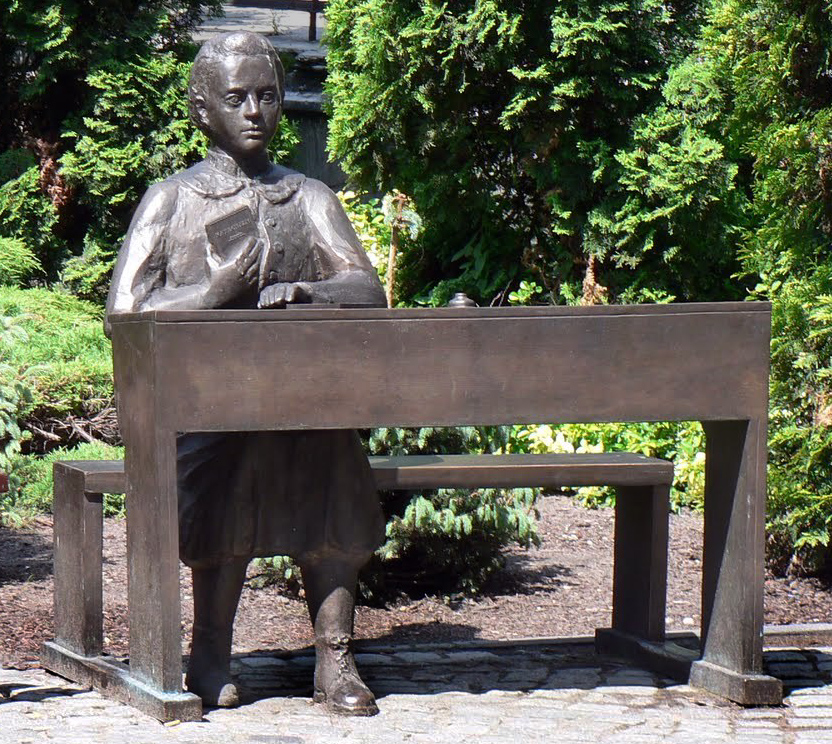
Ławeczka Bronisławy Śmidowiczównej we Wrześni

Urodziła się jako jedno z dziewięciorga dzieci Stanisława Śmidowicza i Stanisławy Czajkowskiej. W 1895 rozpoczęła naukę w Katolickiej Szkole Ludowej we Wrześni, gdzie już 24 kwietnia 1901 razem ze Stanisławem Jerszyńskim rozpoczęła opór przeciwko nauczaniu religii w języku niemieckim, którego konsekwencją był strajk dzieci wrzesińskich w latach 1901-1902. Jest utożsamiana z symbolicznym wzięciem do ręki niemieckiego katechizmu przez fartuszek, co jest oparte na faktach. Z uwagi na grożące jej umieszczenia w zakładzie poprawczym, zorganizowano jej potajemny wyjazd do Krakowa.
Ukończyła szkołę gospodarstwa domowego dla dziewcząt w Kuźnicach koło Zakopanego. W 1904 została fikcyjnie adoptowana przez rodzinę Pyzowskich i nosiła takie nazwisko będąc obywatelką austriacką. Do Wrześni powróciła w 1905.
W okresie II Rzeczypospolitej, jak i po II wojnie światowej była honorowana jako przywódczyni strajku szkolnego. Jest autorką wspomnień o genezie i przebiegu strajku.
Zmarła 1 września 1962 i została pochowana na Cmentarzu Farnym we Wrześni.

## Życie osobiste
Zawarła związek małżeński z Aleksandrem Matuszewskim, z którym miała troje dzieci: Aleksandrę, Włodzimierza i Alfreda.

## Upamiętnienie
We Wrześni przywódczynię strajku upamiętnia Ławeczka Bronisławy Śmidowiczówny, zlokalizowana na skwerze przy ul. Jana Pawła II, przylegającym do budynku dawnej Katolickiej Szkoły Ludowej, w którym obecnie swoją siedzibę ma Muzeum Regionalne im. Dzieci Wrzesińskich. Jej imieniem nazwano także ulicę w tym mieście.